# Lila (volcan)
Pour les articles homonymes, voir Lila et Lilas.
Le Lila est un stratovolcan d'Argentine, considéré comme éteint. Il est situé dans la province de Catamarca. Il fait partie du groupe de volcans argentins constituant le massif de l'Antofalla, mais est totalement indépendant de ce dernier.
Le volcan est situé à plus ou moins 18 kilomètres à l'ouest du cratère du volcan Antofalla, et à une quinzaine de kilomètres au nord-ouest du Cerro Cajeros.
D'autres sommets sont proches également du Lila. On trouve à une dizaine de kilomètres au nord-ouest, le cône de l'Abra Grande, ainsi que le Pajonal.
Au nord enfin, on peut voir à une quinzaine de kilomètres les volcans Ojo de Antofalla et Onas